# Hæþcyn
Hæthcyn (inglés antiguo: Hǣþcyn, m. 514 o 515) fue un caudillo vikingo, rey de los gautas en la Era de Vendel (siglo VI) e hijo del rey Hreðel en el poema Beowulf. Hæþcyn mató accidentalmente de un flechazo a su hermano Herebeald durante una cacería, muerte que sumiría a su padre en una gran tristeza que finalmente provocaría su muerte. Así Hæþcyn se convirtió en rey de Götaland.
Durante las guerras entre suiones y gautas, Hæþcyn secuestró a la reina de los suiones (suecos), y murió en la batalla contra el rey Ongenþeow que la salvó. Los guerreros gautas se refugiaron en Hrefnesholt; fueron rescatados por Hygelac (hermano de Hæþcyn) que llegó al día siguiente con refuerzos y su guerrero campeón Eofor mató al rey sueco. Hygelac sucedió en el trono a Hæþcyn.